# Liga Femenina del Voleibol Argentino 2011-12
La Liga Femenina del Voleibol Argentino 2011-12 fue la 16.ª edición de la Liga Femenina de Voleibol Argentino, el máximo torneo de voleibol femenino en Argentina a nivel de clubes. La liga contó con la participación de solo 4 clubes (un mínimo histórico), de los cuales uno fue la selección argentina juvenil.
El campeón fue Boca Juniors tras vencer en una serie de tres partidos a Estudiantes de Paraná, consiguiendo así su segundo título nacional tras jugar la final en cinco años consecutivos, perdiendo las primeras tres ante el mismo rival (Banco Nación) y ganando las dos siguientes. La brasileña Arianne Tolentino (Boca Juniors) fue elegida la jugadora más valiosa de las finales.

## Formato
Problemas económicos y de logística determinaron la baja de tres equipos que habían manifestado su intención de participar, entre ellos el subcampeón del año anterior Banco Nación y Bell Ville de Córdoba. Ante la baja cantidad de equipos participantes, las entidades organizadoras (ACLAV y FeVA) diseñaron un formato de emergencia, consistente en cuatro grand-prixs donde los equipos se enfrentaban en un sistema de todos contra todos, para luego pasar a una semifinal y final, en ambos casos al mejor de cinco partidos.

## Fase regular
| Pos. | Equipo                      | Pts | Partidos | Partidos | Partidos | Sets | Sets | Sets  | Puntos | Puntos | Puntos |
| Pos. | Equipo                      | Pts | PJ       | PG       | PP       | SG   | SP   | SR    | PG     | PP     | PR     |
| ---- | --------------------------- | --- | -------- | -------- | -------- | ---- | ---- | ----- | ------ | ------ | ------ |
| 1.º  | Boca Juniors                | 36  | 12       | 12       | 0        | 36   | 1    | 36    | 922    | 618    | 1.491  |
| 2.º  | San Martín de Formosa       | 21  | 12       | 7        | 5        | 22   | 20   | 1.10  | 908    | 944    | 0.961  |
| 3.º  | Estudiantes de Paraná       | 15  | 12       | 5        | 7        | 18   | 24   | 0.75  | 894    | 942    | 0.949  |
| 4.º  | Selección Argentina Juvenil | 0   | 12       | 0        | 12       | 5    | 36   | 0.138 | 792    | 1012   | 0.782  |

### Resultados
Grand-Prix 1 (20 a 22 de enero de 2012)
|  | Boca Juniors | 3 - 0                            | San Martín de Formosa | Polideportivo Municipal de Almirante Brown, Almirante Brown |  |
|  |              | ( 25-13, 25-17 y 25-14 ) Reporte |                       |                                                             |  |

|  | Estudiantes de Paraná | 3 - 0                            | Selección Argentina Juvenil | Polideportivo Municipal de Almirante Brown, Almirante Brown |  |
|  |                       | ( 25-17, 25-21 y 25-18 ) Reporte |                             |                                                             |  |

|  | San Martín de Formosa | 3 - 0                            | Estudiantes de Paraná | Polideportivo Municipal de Almirante Brown, Almirante Brown |  |
|  |                       | ( 25-19, 25-21 y 25-17 ) Reporte |                       |                                                             |  |

|  | Boca Juniors | 3 - 0                            | Selección Argentina Juvenil | Polideportivo Municipal de Almirante Brown, Almirante Brown |  |
|  |              | ( 25-16, 25-13 y 25-21 ) Reporte |                             |                                                             |  |

|  | Boca Juniors | 3 - 0                            | Estudiantes de Paraná | Polideportivo Municipal de Almirante Brown, Almirante Brown |  |
|  |              | ( 25-13, 25-13 y 25-13 ) Reporte |                       |                                                             |  |

|  | San Martín de Formosa | 3 - 1                                   | Selección Argentina Juvenil | Polideportivo Municipal de Almirante Brown, Almirante Brown |  |
|  |                       | ( 19-25, 25-23, 25-19 y 25-20 ) Reporte |                             |                                                             |  |

Grand-Prix 2 (27 a 29 de enero de 2012)
|  | San Martín de Formosa | 3 - 1                                   | Selección Argentina Juvenil | Estudiantes, Paraná |  |
|  |                       | ( 23-25, 25-16, 25-19 y 25-22 ) Reporte |                             |                     |  |

|  | Estudiantes de Paraná | 3 - 0                            | Boca Juniors | Estudiantes, Paraná |  |
|  |                       | ( 17-25, 24-26 y 21-25 ) Reporte |              |                     |  |

|  | Boca Juniors | 3 - 0                            | Selección Argentina Juvenil | Estudiantes, Paraná |  |
|  |              | ( 25-14, 25-11 y 25-22 ) Reporte |                             |                     |  |

|  | Estudiantes de Paraná | 1 - 3                                   | San Martín de Formosa | Estudiantes, Paraná |  |
|  |                       | ( 16-25, 25-18, 23-25 y 22-25 ) Reporte |                       |                     |  |

|  | San Martín de Formosa | 0 - 3                            | Boca Juniors | Estudiantes, Paraná |  |
|  |                       | ( 16-25, 20-25 y 14-25 ) Reporte |              |                     |  |

|  | Estudiantes de Paraná | 3 - 1                                   | Selección Argentina Juvenil | Estudiantes, Paraná |  |
|  |                       | ( 23-25, 25-18, 25-23 y 25-23 ) Reporte |                             |                     |  |

Grand-Prix 3 (3 al 5 de febrero de 2012)
|  | San Martín de Formosa | 0 - 3                             | Boca Juniors | Los Toldos, |  |
|  |                       | ( 19-25-, 15-25 y 16-25 ) Reporte |              |             |  |

|  | Selección Argentina Juvenil | 1 - 3                                   | Estudiantes de Paraná | Los Toldos, |  |
|  |                             | ( 22-25, 25-15, 25-22 y 25-23 ) Reporte |                       |             |  |

|  | Estudiantes de Paraná | 1 - 3                                   | San Martín de Formosa | Los Toldos, |  |
|  |                       | ( 24-26, 25-16, 23-25 y 23-25 ) Reporte |                       |             |  |

|  | Selección Argentina Juvenil | 0 - 3                            | Boca Juniors | Los Toldos, |  |
|  |                             | ( 13-25, 14-25 y 19-25 ) Reporte |              |             |  |

|  | Boca Juniors | 3 - 1                                  | Estudiantes de Paraná | Los Toldos, |  |
|  |              | ( 21-25, 25-9, 25-21 y 25-17 ) Reporte |                       |             |  |

|  | Selección Argentina Juvenil | 1 - 3                                   | San Martín de Formosa | Los Toldos, |  |
|  |                             | ( 25-22, 15-25, 21-25 y 20-25 ) Reporte |                       |             |  |

Grand-Prix 4 (10 al 12 de febrero de 2012)
|  | Boca Juniors | 3 - 0                            | Estudiantes de Paraná | Centenario, Formosa |  |
|  |              | ( 25-14, 25-13 y 25-17 ) Reporte |                       |                     |  |

|  | San Martín de Formosa | 3 - 0                            | Selección Argentina Juvenil | Centenario, Formosa |  |
|  |                       | ( 25-15, 26-24 y 27-25 ) Reporte |                             |                     |  |

|  | Selección Argentina Juvenil | 0 - 3                            | Boca Juniors | Centenario, Formosa |  |
|  |                             | ( 13-25, 22-25 y 22-25 ) Reporte |              |                     |  |

|  | San Martín de Formosa | 1 - 3                                   | Estudiantes de Paraná | Centenario, Formosa |  |
|  |                       | ( 19-25, 25-19, 20-25 y 16-25 ) Reporte |                       |                     |  |

|  | Estudiantes de Paraná | 3 - 0                            | Selección Argentina Juvenil | Centenario, Formosa |  |
|  |                       | ( 25-17, 25-16 y 25-17 ) Reporte |                             |                     |  |

|  | San Martín de Formosa | 0 - 3                            | Boca Juniors | Centenario, Formosa |  |
|  |                       | ( 16-25, 23-25 y 17-25 ) Reporte |              |                     |  |

## Semifinales y final
|  | Semifinales                 | Semifinales                 | Semifinales           |                       |              | Final        | Final | Final |  |
|  |                             |                             |                       |                       |              |              |       |       |  |
|  |                             |                             |                       |                       |              |              |       |       |  |
|  | Boca Juniors                | Boca Juniors                | 3                     |                       |              |              |       |       |  |
|  | Boca Juniors                | Boca Juniors                | 3                     |                       |              |              |       |       |  |
|  | Selección Argentina Juvenil | Selección Argentina Juvenil | 0                     |                       |              |              |       |       |  |
|  | Selección Argentina Juvenil | Selección Argentina Juvenil | 0                     |                       | Boca Juniors | Boca Juniors | 3     |       |  |
|  |                             |                             |                       |                       | Boca Juniors | Boca Juniors | 3     |       |  |
|  |                             |                             | Estudiantes de Paraná | Estudiantes de Paraná | 0            |              |       |       |  |
|  | San Martín Formosa          | San Martín Formosa          | Estudiantes de Paraná | Estudiantes de Paraná | 0            | 0            |       |       |  |
|  | San Martín Formosa          | San Martín Formosa          |                       |                       |              | 0            |       |       |  |
|  | Estudiantes de Paraná       | Estudiantes de Paraná       | 3                     |                       |              |              |       |       |  |
|  | Estudiantes de Paraná       | Estudiantes de Paraná       | 3                     |                       |              |              |       |       |  |
|  |                             |                             |                       |                       |              |              |       |       |  |

### Resultados

#### Semifinales
| 18 de febrero de 2012 | Boca Juniors | 3 - 1                                  | Selección Argentina Juvenil |  |  |
|                       |              | ( 22-25, 25-9, 25-13 y 25-18 ) Reporte |                             |  |  |

| 18 de febrero de 2012 | San Martín de Formosa | 2 - 3                                          | Estudiantes de Paraná |  |  |
|                       |                       | ( 26-24, 24-26, 25-13, 21-25 y 10-15 ) Reporte |                       |  |  |

| 19 de febrero de 2012 | Boca Juniors | 3 - 0                           | Selección Argentina Juvenil |  |  |
|                       |              | ( 25-20, 25-14 y 25-8 ) Reporte |                             |  |  |

| 19 de febrero de 2012 | San Martín de Formosa | 2 - 3                                          | Estudiantes de Paraná |  |  |
|                       |                       | ( 25-16, 22-25, 25-22, 22-25 Y 10-15 ) Reporte |                       |  |  |

| 23 de febrero de 2012 | Selección Argentina Juvenil | 0 - 3                            | Boca Juniors |  |  |
|                       |                             | ( 12-25, 17-25 y 14-25 ) Reporte |              |  |  |

| 25 de febrero de 2012 | Estudiantes de Paraná | 3 - 1                                   | San Martín de Formosa |  |  |
|                       |                       | ( 25-22, 25-27, 25-17 y 25-17 ) Reporte |                       |  |  |

### Finales
| 3 de marzo de 2012 | Boca Juniors | 3 - 0                            | Estudiantes de Paraná |  |  |
|                    |              | ( 25-17, 26-24 y 25-22 ) Reporte |                       |  |  |

| 4 de marzo de 2012 | Boca Juniors | 3 - 0                            | Estudiantes de Paraná |  |  |
|                    |              | ( 25-15, 25-21 y 25-20 ) Reporte |                       |  |  |

| 10 de marzo de 2012 | Estudiantes de Paraná | 0 - 3                            | Boca Juniors |  |  |
|                     |                       | ( 13-25, 18-25 y 17-25 ) Reporte |              |  |  |

## Distinciones individuales
Finalizada la competencia, la organización otorgó las siguientes distinciones:
- Mejor atacante y jugadora de la temporada: Arianne Tolentino (Boca Juniors)
- Jugadora MVP de las finales: Arianne Tolentino (Boca Juniors)
- Mejor armadora: Sabrina Seguí (Boca Juniors)
- Mejor defensora: Antonella Tabárez (Estudiantes de Paraná)
- Mejor receptora: Carla Ruz (Boca Juniors)
- Mejor bloqueadora: Romina Jovanovich (San Martín de Formosa)
- Máxima anotadora: Luisina Yaccuzzi (Estudiantes de Paraná)
- Mejor sacadora: Jimena Pérez (Boca Juniors)